# طريق 15 (الأردن)
طريق 15 أو الطريق الصحراوي هو خط سريع يربط جنوب الأردن بشماله على مسافة 315 كم. يبدأ من العقبة في الجنوب، ويعبر محافظة معان، ويمتد إلى داخل الصحراء الأردنية إلى الشرق من جميع المدن والقرى الجنوبية حتى يلتقي بطريق 35 المتجه نحو عمّان. وبالرغم من الأهمية حيث أن معظم واردات الأردن وبعض الدول العربية المجاورة تنقل بواسطة الشاحنات عبر هذا الخط،  التي يمتلكها الطريق الصحراوي الذي يعتبر شريان الأردن الرئيسي لنقله البضائع المستوردة والمصدرة عبر ميناء العقبة، إلا إنه يعاني الكثير من المشاكل التي تلحق الأذى بمستخدميه كالتشققات وكثرة الحفر فيه.